# Baía de Cardigan

Mapa mostrando a Baía de Cardigan

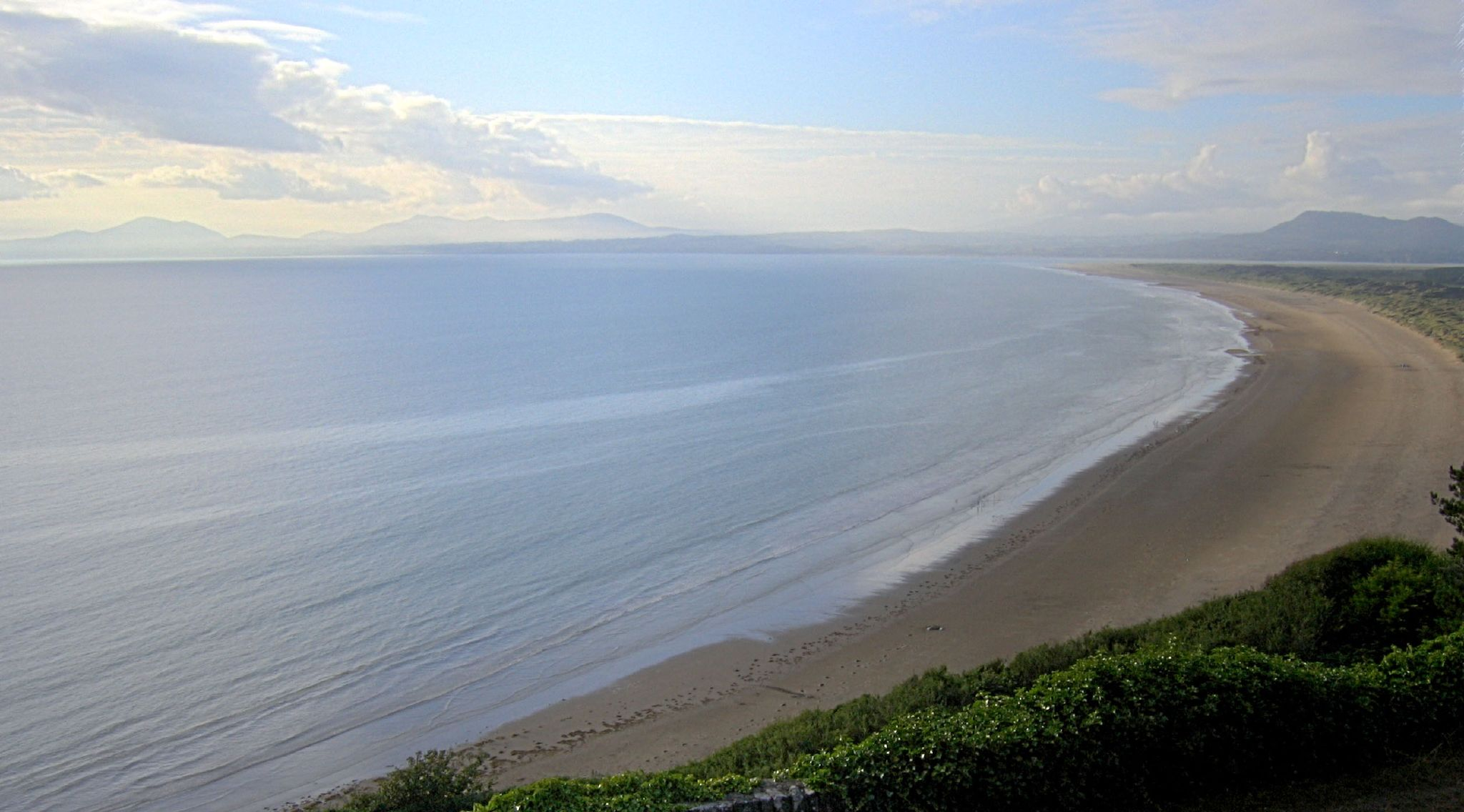
Baía de Cardigan

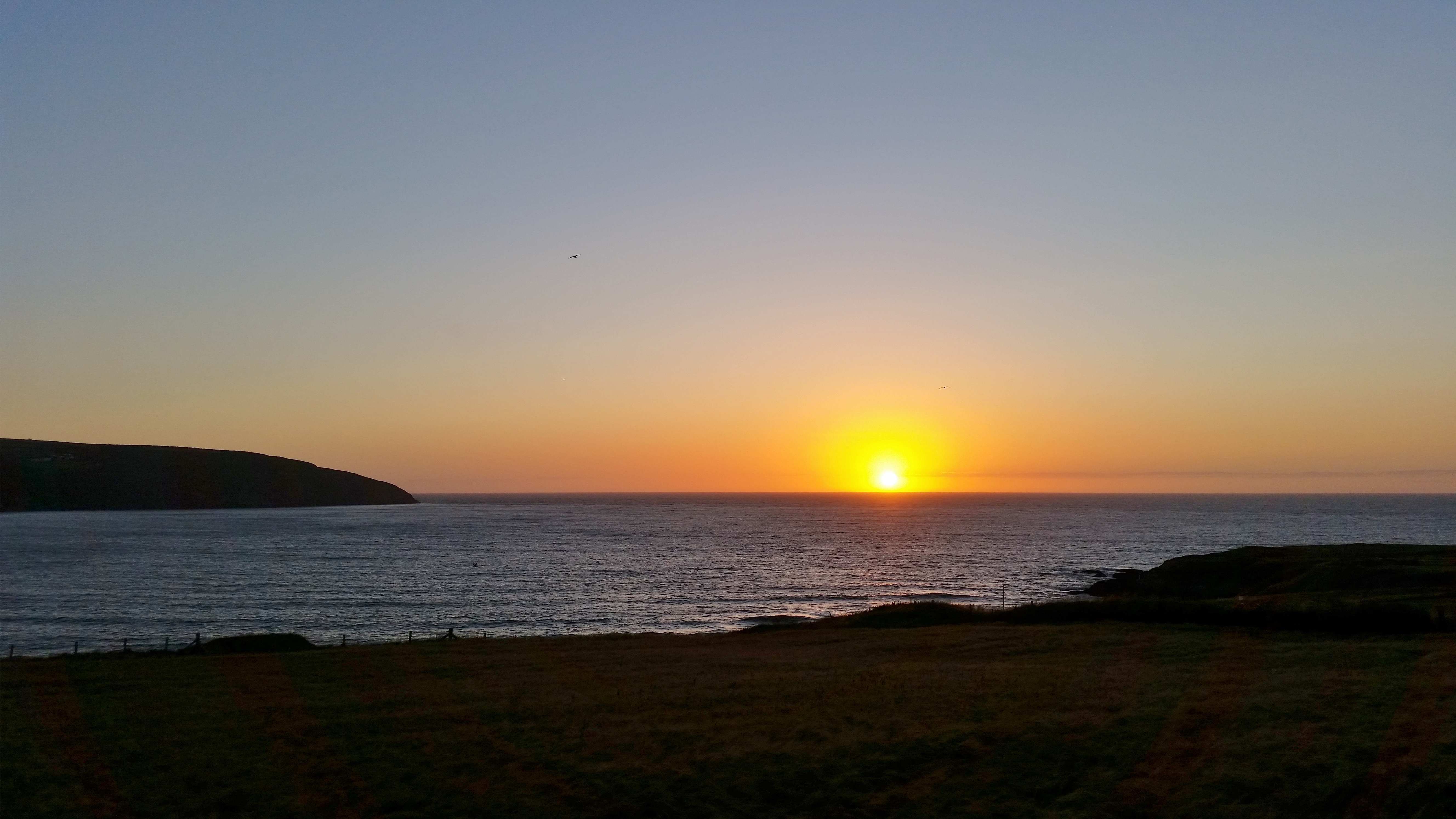
Pôr do sol sobre a Baía de Cardigan de Gwbert

A Baía de Cardigan (em galês:  Bae Ceredigion) é uma grande enseada do mar da Irlanda, recuando a costa oeste do país de Gales, entre Bardsey Island, Gwynedd no norte e Strumble Head, Pembrokeshire, no extremo sul. É a maior baía do país de Gales.

## Geografia
A Baía de Cardigan tem inúmeras praias e uma vida marinha única. Grande parte da costa que circunda a baía é terra fértil, repleta de cidades e resorts à beira-mar, como Fishguard, New Quay, Aberaeron, Llanon, Aberystwyth, Borth, Aberdyfi, Tywyn, Barmouth, Porthmadog, Criccieth e Pwllheli na Costa dos Cambrianos. Aldeias costeiras menores incluem Cwmtydu, Nanternis e Llangrannog.
Os principais rios que fluem para a baía incluem Afon Glaslyn, Teifi, Rheidol, Dyfi, Aeron, Dysynni e Mawddach.

## História
Até ao início do século XX a Baía de Cardigan apoiava uma forte indústria marítima. Cardigan está localizado na foz do rio Teifi — daí o nome galês, Aberteifi (Boca do Teifi), e na virada do século XIX, o auge do porto, era um porto mais importante que o de Cardiff. Nessa época, mais de 300 navios estavam registrados em Cardigan — sete vezes mais que Cardiff e três vezes mais que Swansea.
As áreas central e norte da baía são o local do lendário Cantre'r Gwaelod, o afogado "Lowland Hundred" ou "Hundred under the Sea". Durante as tempestades de inverno de 2014, partes da antiga floresta perdida de Borth, que há 4.500 anos se estendia pela terra pantanosa de Ynyslas, reapareceram na costa sob a forma de tocos de árvores expostas preservadas. Devido às mudanças climáticas e ao aumento do nível do mar, a floresta foi enterrada sob camadas de turfa, areia e água salgada.

## Natureza e turismo
A Área Especial de Conservação da Baía de Cardigan foi criada para preservar a vida selvagem natural da região, tanto no mar quanto na orla circundante.
Do Ceredigion Coast Past muitas vezes é possível observar do Bay "Big Three" espécies de botos, focas cinzentas, e Golfinhos, de que a Baía tem a maior população no Reino Unido. Outros mamíferos, como baleias minke, golfinhos de Risso e golfinhos comuns, juntamente com muitas espécies de aves marinhas, como papagaio-do-mar e tubarões, incluindo tubarões-frade, também podem ser vistos.
Desde o final dos anos 90 e início dos anos 2000, a Baía foi invadida por caranguejos-aranha. Não é um marisco normalmente consumido pelo povo britânico, desde 2010 os pescadores locais fornecem os restaurantes com estrelas Michelin de Raymond Blanc.

## Teste militar
Um campo de testes militares foi estabelecido pela primeira vez na Baía de Cardigan durante a Segunda Guerra Mundial. O alcance é controlado a partir de uma base operacional principal localizada perto de Aberporth, conhecida como MOD Aberporth. Historicamente, o Range desempenhou um papel significativo no desenvolvimento e teste de uma variedade de armas militares.
Atualmente, o alcance do Ministério da Defesa (MOD) na Baía de Cardigan oferece uma grande área de segurança para o teste de armas lançadas por ar e sistemas aéreos não tripulados.
A Range é um empregador significativo na área de West Wales, empregando cerca de 200 pessoas que trabalham em apoio direto à operação da Range. A equipe também trabalha em estreita colaboração com as comunidades locais para promover bons relacionamentos, que são vitais para garantir o bom funcionamento da Gama.
A Área de Perigo de Alcance cobre alguns 6 500 quilômetro quadrados (2 500 sq mi) de Baía de Cardigan, do nível do mar à altura ilimitada. Para complementar a operação segura do Range, existem vários pequenos postos avançados localizados nos limites da Baía Cardigan e da Península Llŷn. Esses postos avançados contêm equipamentos que permitem ao Range avaliar efetivamente o desempenho das armas.
A Qinetiq opera a Baía de Cardigan/Aberporth Range em nome do MOD sob os termos de um Contrato de parceria de longo prazo. O objetivo do acordo é fornecer serviços de teste de defesa, avaliação e suporte de treinamento para garantir que os sistemas de armas lançadas pelo ar, os subsistemas associados e o UAS sejam seguros e adequados ao objetivo.